# Darya (Vorname)
Darya (russisch Дарья; belarussisch Дар'я; persisch دریا) ist ein Vorname in englischer Transkription.

## Herkunft und Bedeutung
Der weibliche russische und belarussische Vorname ist eine Variante des Namens Daria und wird in der deutschen Transkription Darja geschrieben.
Der persische Name bedeutet See, Ozean ebenso im Kurdischen.
Namensvarianten sind Darija, Darinka (kroatisch), Darja, Darina (tschechisch), Tarja (finnisch), Darinka (slowenisch), Dariya, Daryna, Odarka (ukrainisch) und Derya (türkisch).

## Bekannte Namensträgerinnen
- Darya Dadvar (* 1971), iranische Sopranistin und Komponistin
- Darya Gritsyuk (* 1994), deutsche Schauspielerin belarussischer Herkunft
- Darya Rajaee (* 2000), US-amerikanische Fußballspielerin
- Darya Reznichenko (* 1991), usbekische Leichtathletin

Dariya:
- Dariya Derkach (* 1993), italienische Leichtathletin ukrainischer Herkunft

Daryna:
- Daryna Apanaschtschenko (* 1986), ukrainische Fußballspielerin
- Daryna Prystupa (* 1987), ukrainische Sprinterin (400-Meter-Lauf)
- Daryna Sewina (* 1994), ukrainische Schwimmerin
- Daryna Sirantschuk (* 2000), ukrainische Poolbillardspielerin